# Zygmunt Janowski
Zygmunt Janowski z Opatkowic herbu Strzemię (ur. 20 września 1836, zm. 3 października 1903) – polski właściciel ziemski.

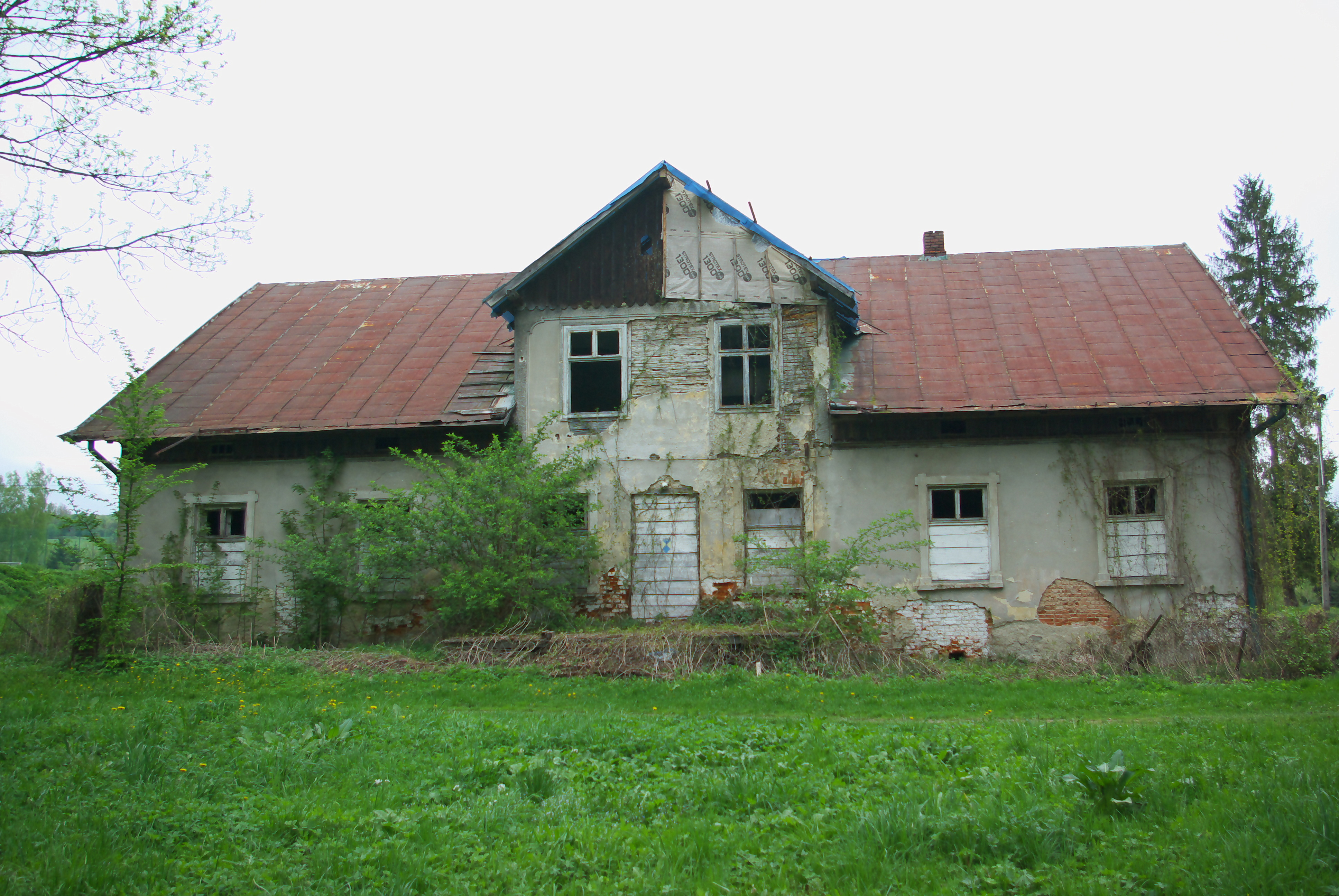
Budynek dworski w Falejówce

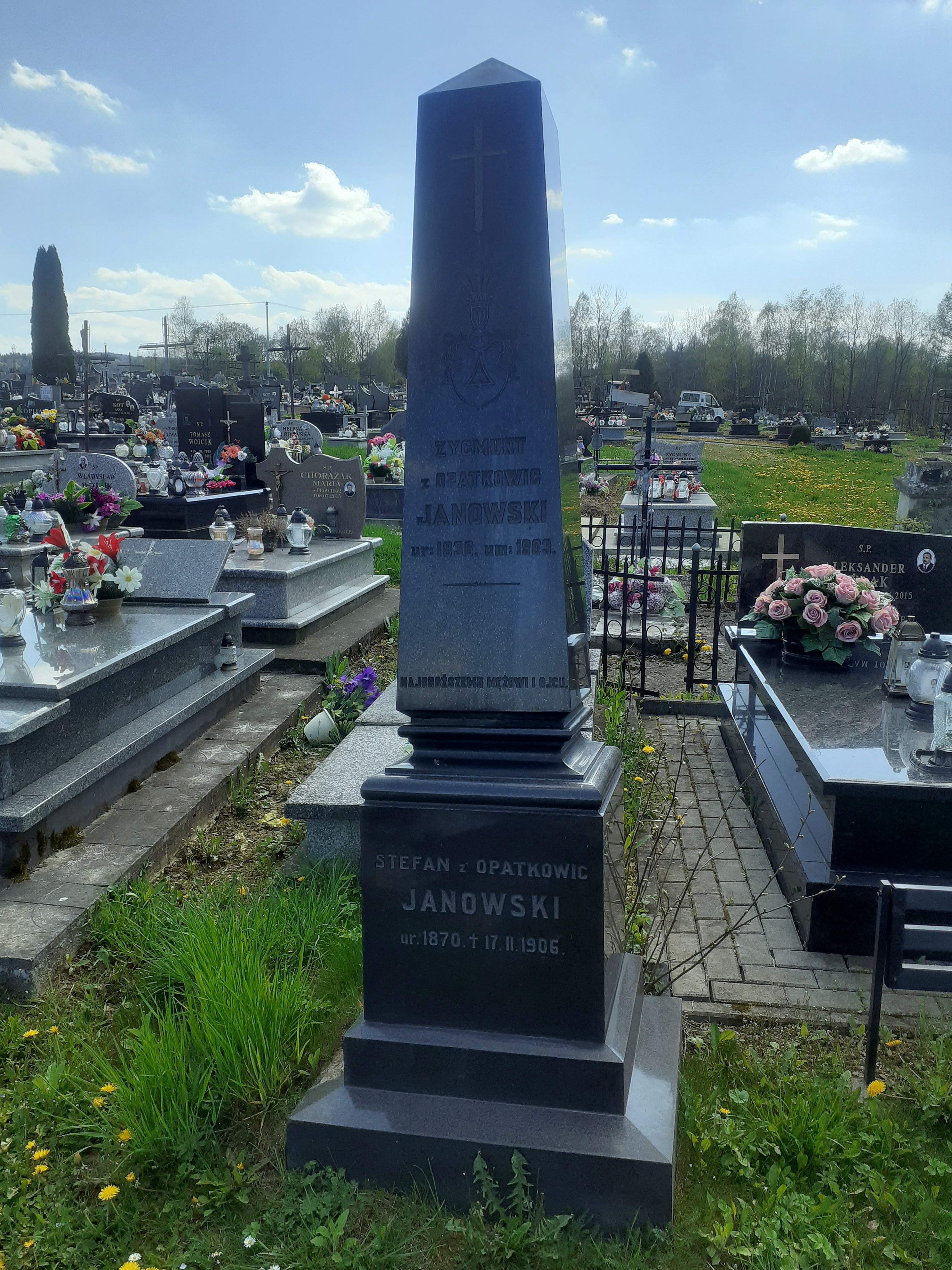
Grobowiec Zygmunta i Stefana Janowskich

## Życiorys
Urodził się 20 września 1836. Wywodził się z rodu Janowskich z Opatkowic.
W drugiej połowie XIX wieku posiadał dobra ziemskie w Falejówce (w tym tamtejszy dwór). W tym czasie powstał tam budynek dworski. Jako właściciel ziemski Zygmunt Janowski był uprawniony do wyboru posła na Sejm Krajowy Galicji. 
Z grupy większych posiadłości został wybrany do Rady c. k. powiatu sanockiego, której był członkiem od około 1869 do około 1874, a w trakcie kadencji objął funkcję zastępcy prezesa (marszałka) wydziału. Ponownie wybrany do Rady w kadencji od około 1874 do około 1877, w której do około 1876 był zastępcą prezesa wydziału. Po raz kolejny wybrany w kadencji od około 1888 do około 1890. Po raz ostatni wybrany do Rady w kadencji od około 1890 do około 1897, w trakcie której pełnił funkcję zastępcy członka wydziału.
Zmarł 3 października 1903. Był jednym z założycieli i członkiem Sodalicji Mariańskiej w Starej Wsi w 1892; po latach jego nazwisko zostało wymienione w grupie zasłużonych członków SM na tablicy ich upamiętniającej w tamtejszej bazylice Wniebowzięcia Najświętszej Maryi Panny.
Był żonaty z Zofią, córką Adolfa i Marii Kernów. Mieli syna Stefana Liberata Antoniego (ur. 1871, od 1905 żonaty z Aleksandrą, córką Feliksa Gniewosza) i córkę Helenę (przed 1905 została żoną Stanisława Leszczyńskiego, syna Emila i Marii Leszczyńskich, mieli syna Zygmunta ur. 20 marca 1905). Stefan Janowski zmarł 17 lutego 1906 w wyniku zaczadzenia w Płonnej, gdzie przebywał w związku z pogrzebem Włodzimierza Truskolaskiego (śmierć tamże wtedy poniósł także jego szwagier i zarazem świadek ślubny Stanisław Leszczyński). Zygmunt i Stefan Janowscy zostali pochowani na cmentarzu w Dydni przy tamtejszym kościele, a ich pomnik nagrobny został uznany za zabytkowy.
Po śmierci Zygmunta Janowskiego właścicielami Falejówki byli jego spadkobiercy (ok. 1903), Stefan Janowski (ok. 1905), M. Bleiberg, M. Henschober i spółka (w 1911 posiadali 538 ha), później Olga Janowska (wdowa po Stefanie) i wspólnicy (ok. 1914-1918), a ostatnim właścicielem był prof. Ludwik Ehrlich.